# John Robinson Tait

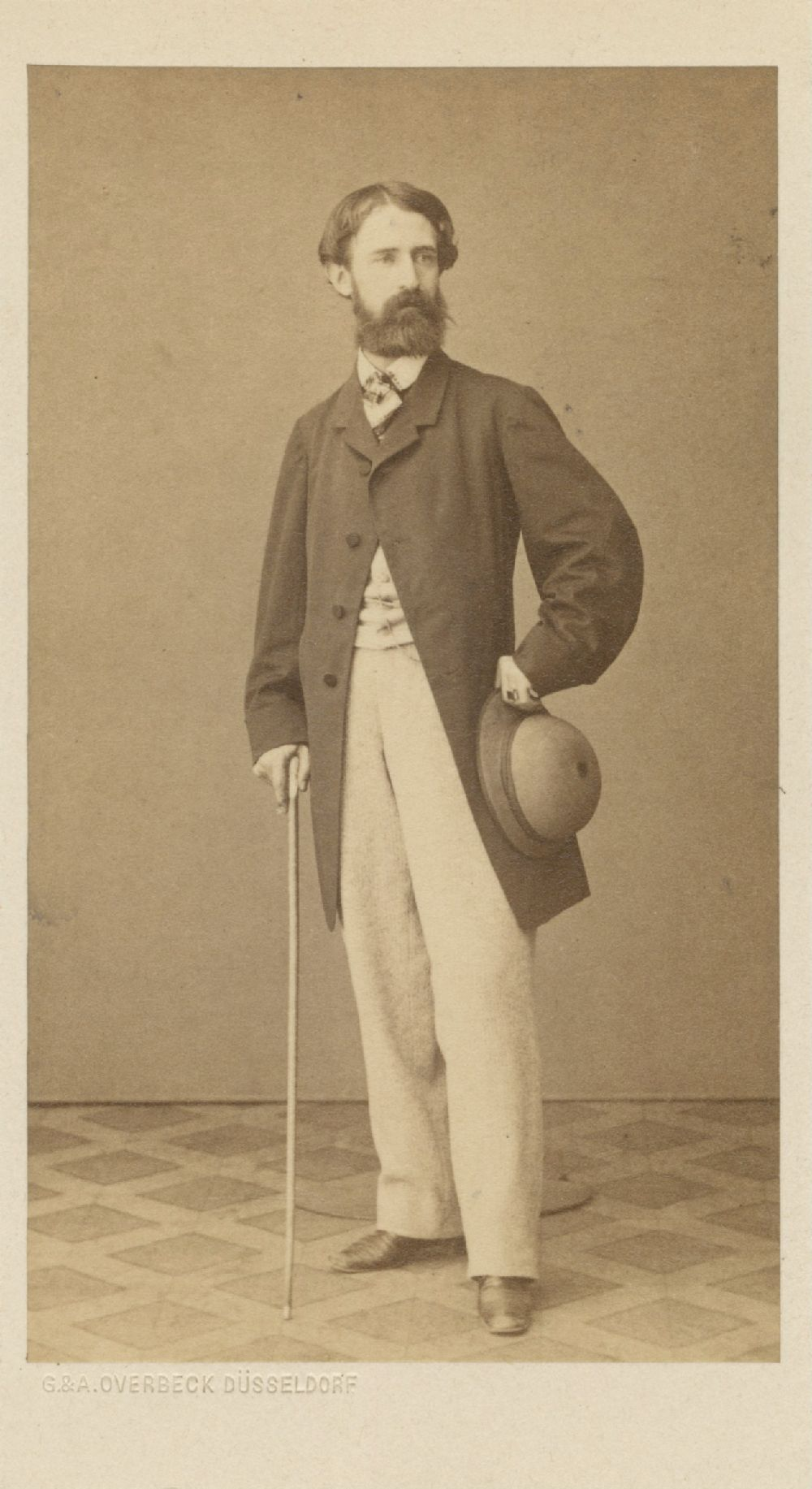
John Robinson Tait, Foto Arnold Overbeck, Düsseldorf um 1868

John Robinson Tait (* 14. Januar 1834 in Cincinnati, Ohio; † 29. Juli 1909 in Baltimore, Maryland) war ein US-amerikanischer Dichter, Kunstkritiker und Reiseschriftsteller sowie Landschaftsmaler der Düsseldorfer und Münchner Schule.

## Leben

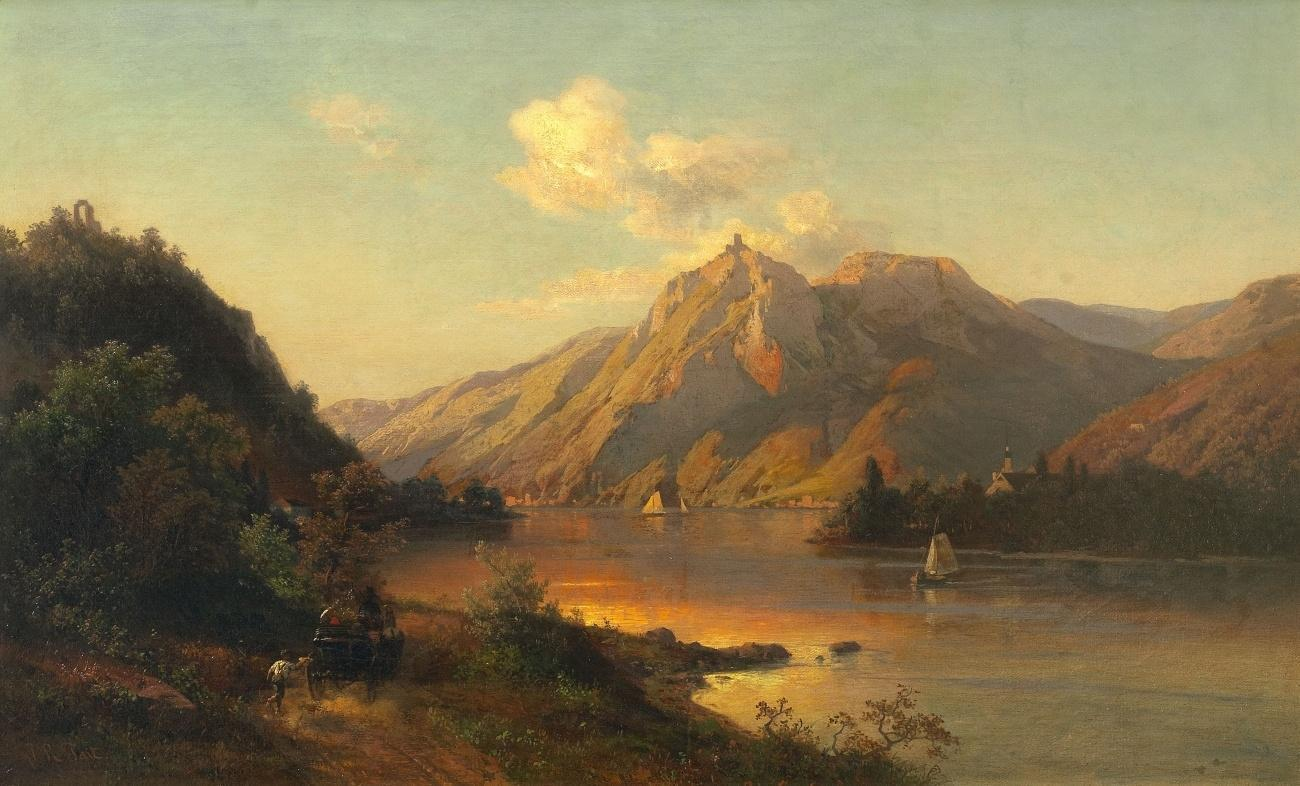
Insel Nonnenwerth mit Drachenfels und Rolandsbogen, 1866

Tait erhielt seine schulische Ausbildung an einer Schule in Cincinnati und am Bethany College in Bethany, West Virginia. In Bethany gab er ein Magazin mit dem Namen The Stylus heraus.
1853 startete Tait mit seinen beiden Landsleuten, den Landschaftsmalern William Louis Sonntag und Robert S. Duncanson, eine Europareise, die ihn insbesondere nach Italien führte und deren Eindrücke er in seinem 1859 veröffentlichten Buch European Life, Legend, and Landscape festhielt. Dabei kam er im Jahr 1853 auch nach Düsseldorf und besuchte dort seinen „alten Freund“ Worthington Whittredge, der ihn mit Emanuel Leutze und William Dickinson Washington bekannt machte. In Düsseldorf ist er erneut in den Jahren 1859 bis 1870 greifbar, als Mitglied des Künstlervereins Malkasten und als Privatschüler der Landschaftsmaler August Weber und Andreas Achenbach. Im Sommer 1868 wurde er dort von Thomas Buchanan Read besucht. Diesen zu seiner Zeit bekannten US-amerikanischen Dichter und Porträtmaler kannte er bereits aus seiner Zeit als Schuljunge in Cincinnati und aus dem Jahr 1853, als er ihn vor seiner ersten Europareise zusammen mit dem Maler Sonntag aufsuchte, um Reisehinweise zu erhalten, kurz darauf dann in Italien, wo sie in Florenz einen engen freundschaftlichen Kontakt pflegten. Ende 1855 reisten sie an Bord des Dampfers Ericson zusammen in die Vereinigten Staaten zurück. Auch danach hatten sie sich noch mehrmals getroffen und geschrieben.
Außer auf der Kunstakademie Düsseldorf, in der er im Jahr 1862 eingeschrieben war und Unterricht bei Rudolf Wiegmann nahm, studierte er zwischen 1873 und 1876 bei Adolf Heinrich Lier in München. Dort verkehrte er auch mit Hermann Baisch. 1866 und zu Beginn der 1870er Jahre war er in die Vereinigten Staaten zurückgekehrt, wo er 1871 und 1872 an Kunstausstellungen der Cincinnati Industrial Exhibition teilnahm und mit ersten Preisen ausgezeichnet wurde. 1871/1872 wohnte er in Baltimore. Ein Freund Taits war der US-amerikanische Dichter und Musiker Sidney Lanier. Als Kritiker schrieb Tait für New York Mail and Express.

## Werke (Auswahl)

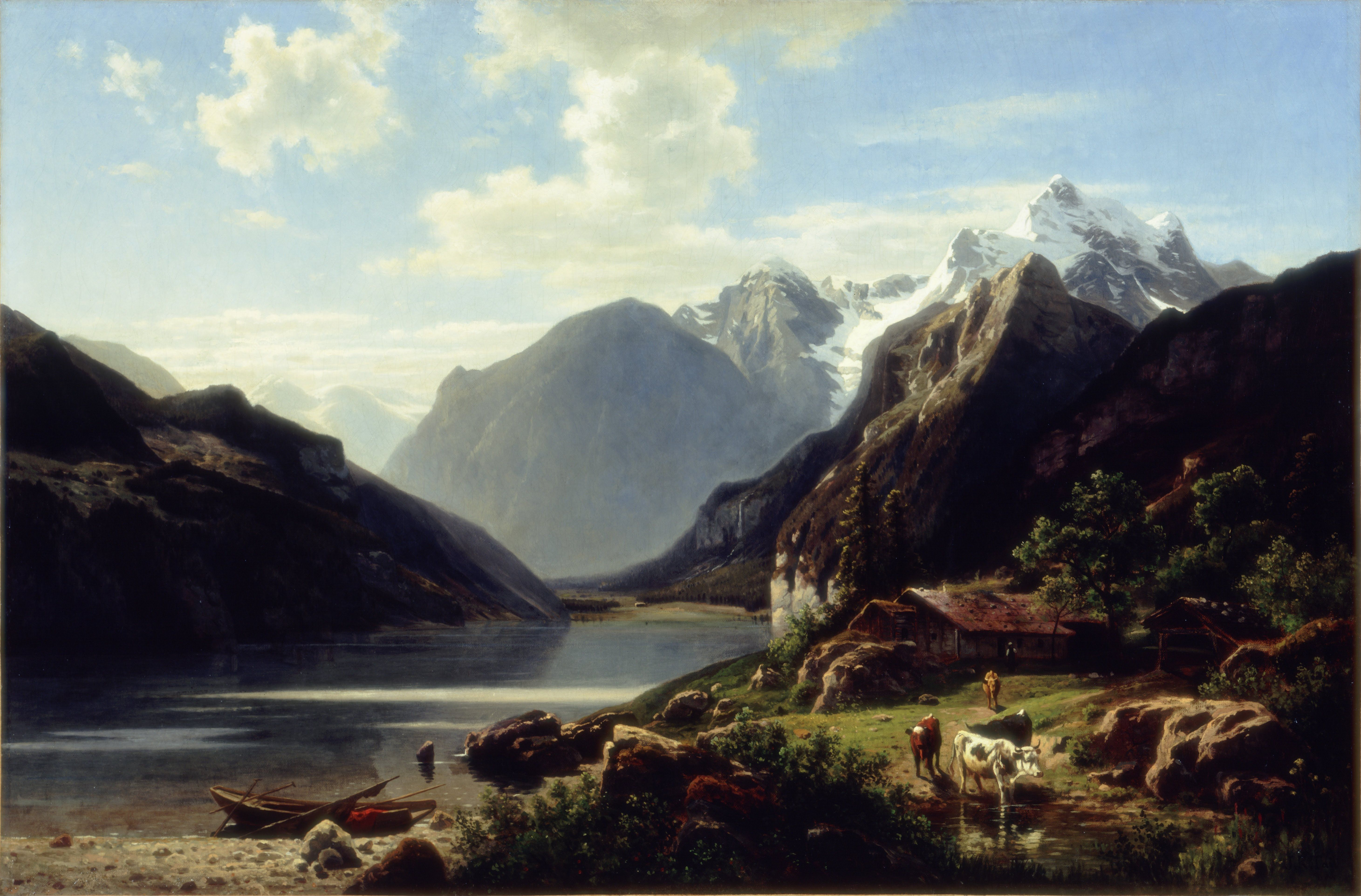
Abend am Seeufer (Evening at the Lake Shore), 1876

### Malerei
- Berglandschaft mit Jägern und erlegtem Hirsch, 1853
- Schlachtfeld am Trasimenischen See, 1855, Asheville Art Museum[4]
- Viehhirten in wilder Berglandschaft, 1861
- Bewaldete Landschaft mit Wassermühle, Berg und Burgruine, 1862
- Insel Nonnenwerth mit Drachenfels und Rolandsbogen, 1866
- Szene an einer Wassermühle, 1868
- Abend am Seeufer (Evening at the Lake Shore), 1876
- Norwegischer Fjord, 1884
- Sommerlandschaft mit Zaun, 1897

### Schriftstellerei
- Dolce Far Niente, Parry and McMillan, Philadelphia 1859 (Digitalisat)
- European Life, Legend, and Landscape, James Challen & Son, Philadelphia 1859 (Digitalisat)
- Reminiscences of a Poet-Painter. In: Lippincott’s Magazine of Popular Literature and Science, XIX, 17, März 1877, S. 307 ff. (Digitalisat)